# Liste der syrischen Botschafter in der Deutschen Demokratischen Republik
Am 10. Februar 1954 führte Jamal Farra mit DDR-Außenminister Lothar Bolz in Berlin-Pankow ein Gespräch.
Die Regierung Erhard nahm mit einem Notenwechsel am 12. Mai 1965 diplomatische Beziehungen mit der Regierung von Levi Eschkol auf, worauf Ibrahim al-Istiwani, am 13. Mai 1965 die Beziehungen zur Regierung in Bonn einstellte.
Am 14. Juli 1965 erhielt Saad Badawi al-Fatatry sein Exequatur als Generalkonsul in Berlin.
Die beiden Regierungen verfassten zu diesem Anlass ein Kommunique:

„Mit dem Ziel, die freundschaftlichen Bande zwischen der SAR und der DDR zu vertiefen, die guten Beziehungen zwischen den beiden Ländern enger zu gestalten, die gemeinsame Haltung beider Seiten in ihrem gemeinsamen Kampf gegen den Kolonialismus und Imperialismus zu unterstützen, und indem die Syrische Arabische Republik die Haltung der Deutschen Demokratischen Republik gegenüber dem Palästina-Problem und ihre volle Unterstützung des palästinensischen Volkes für die Wiedererlangung seiner Rechte einschließlich seines heiligen Rechtes auf Selbstbestimmung in Betracht zieht sind die beiden Regierungen übereingekommen, den Rang der konsularischen Vertretung der Deutschen Demokratischen Republik in Damaskus vom Konsulat in ein Generalkonsulat zu erheben und ein Generalkonsulat der Syrischen Arabischen Republik in Berlin zu errichten.“

| Ernannt / Akkreditiert | Name                   | Bemerkungen | ernannt von        | akkreditiert bei | Posten verlassen |
| ---------------------- | ---------------------- | --- | ------------------ | ---------------- | ---------------- |
| 14. Juli 1965          | Saad Badawi al-Fatatry | Generalkonsul | Amin al-Hafez      | Walter Ulbricht  |                  |
| 1969                   | Adnan Omran            | Geschäftsträger | Nureddin al-Atassi | Walter Ulbricht  | 1970             |
| 14. Aug. 1969          | Heissam Kelani         | | Nureddin al-Atassi | Walter Ulbricht  |                  |
| 25. Juli 1970          | Saad Badawi al-Fatatry | Dem bisherigen Leiter der VAR-Mission in Berlin, Saad Badawi al-Fatatry, wird das Agreement als Außerordentlicher und Bevollmächtigter Botschafter der VAR in der DDR erteilt. | Ahmad al-Khatib    | Walter Ulbricht  |                  |
| 9. Juni 1976           | Konzai Milli           | auch K. Millie | Hafiz al-Assad     | Erich Honecker   |                  |
| 1978                   | Youssef Chakra         | | Hafiz al-Assad     | Erich Honecker   |                  |
| 1981                   | Faisal Sammak          | (* 1948) Feisal Sammak auch Faysal Summaq | Hafiz al-Assad     | Erich Honecker   | 1989             |

## Einzelnachweise

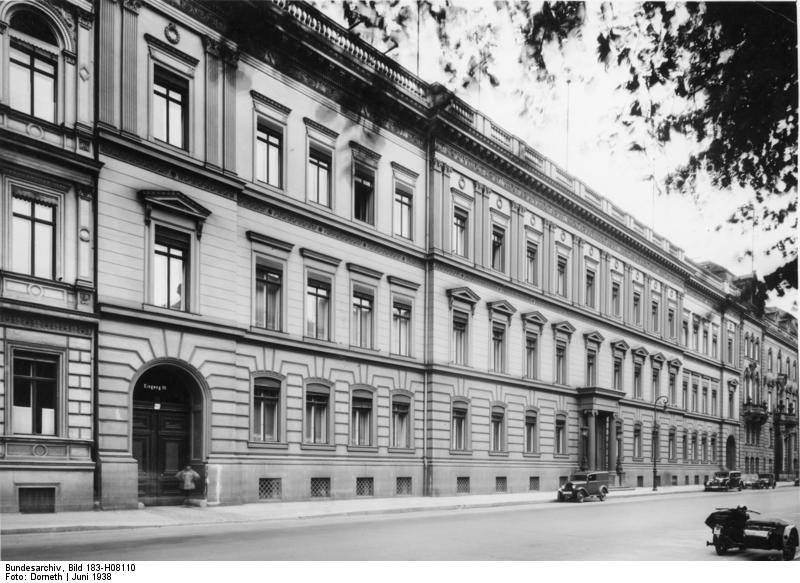
Gebäude des Preußischen Justizministeriums Wilhelmstraße 65, ein Ort im Hinterland der Berliner Mauer, von 1964 bis 1993 Otto-Grotewohl-Straße
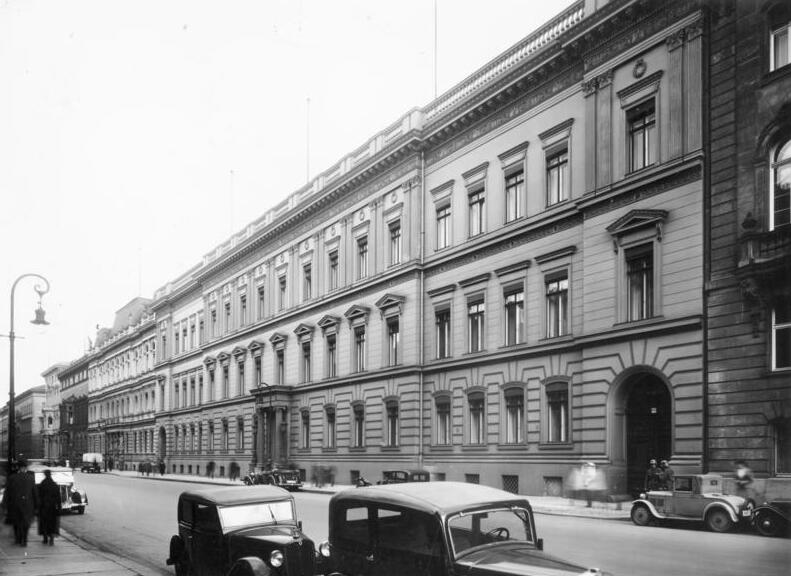
Neben der syrischen hatten hier die afghanische, die griechische, die pakistanische und die portugiesische Regierung sowie die Kommerzielle Koordinierung eine Vertretung.
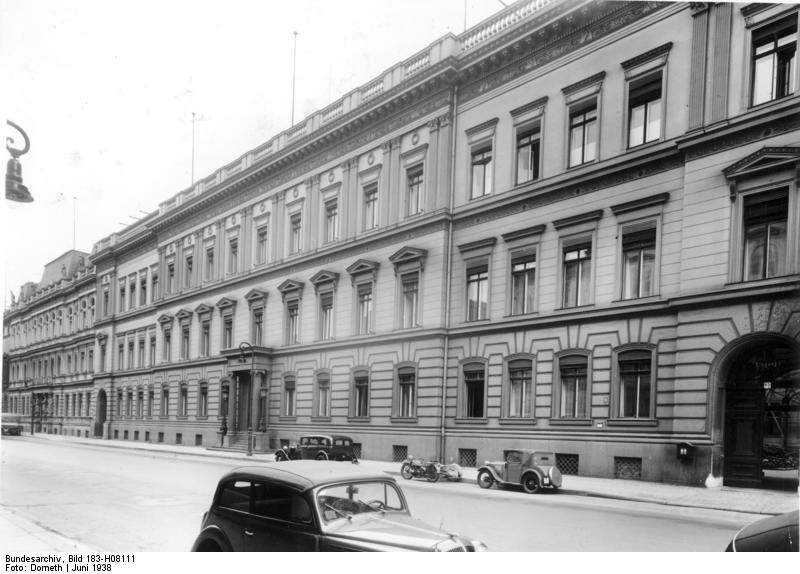
Juni 1938 Fotograf: Dorneth